# Franz Josef Strauß
Franz Josef Strauß (ur. 6 września 1915 w Monachium, zm. 3 października 1988 w Ratyzbonie) – niemiecki polityk, deputowany do Bundestagu, minister do spraw nadzwyczajnych (1953-1955), minister do spraw energii atomowej (1955-1956) minister obrony (1956-1962), minister finansów (1966-1969). W latach 1978–1988 premier Bawarii.
W 1945 współzałożyciel bawarskiej Unii Chrześcijańsko-Społecznej (CSU), w latach 1948-1952 jej sekretarz generalny, a od 1961 do 1988 przewodniczący. W wyborach parlamentarnych w 1980 kandydat CDU/CSU na kanclerza.

## Życiorys
Urodził się w katolickiej rodzinie mistrza masarskiego Franza Josefa Straußa seniora (1875–1949) i jego żony Walpurgii Schießl (1877–1962) w monachijskiej dzielnicy Schwabing. Miał starszą siostrę Marię (1907–1997). Uczęszczał do renomowanego gimnazjum Maksymiliana w Monachium, gdzie w 1935 zdał egzamin maturalny z wyróżnieniem.
W październiku 1935 Strauß rozpoczął naukę na monachijskim Uniwersytecie Ludwika i Maksymiliana, gdzie studiował językoznawstwo, literaturoznawstwo, filologię klasyczną, historię i ekonomię.
W 1939 roku powołany do Wehrmachtu, początkowo służył w II Dywizji 43 Pułku Artylerii pod Trewirem. W 1940 zdał pierwszy, a rok później drugi państwowy egzamin nauczycielski, zyskując uprawnienia do nauczania w gimnazjum. Równocześnie pracował jako asystent w Katedrze Filologii Klasycznej i Katedrze Historii Starożytnej macierzystej uczelni. W 1941 został ponownie powołany do służby wojskowej i brał udział walkach na froncie wschodnim. W 1943 został oficerem szkoleniowym w szkole artylerii przeciwlotniczej w Altenstadt koło Schongau. W 1944 uzyskał stopień porucznika.
Pod koniec wojny trafił początkowo do niewoli. Amerykańskie władze okupacyjne zaklasyfikowały go jako nieobciążonego politycznie, a następnie powołały na starostę powiatu Schongau. W listopadzie 1945 wraz z Andreasem Langiem i Franzem Xaverem Bauerem utworzył Unię Chrześcijańsko-Społeczną (CSU).
Od 1948 Strauss był członkiem Rady Gospodarczej Bizonii we Frankfurcie nad Menem. W 1949 został mianowany przez Hansa Eharda pierwszym sekretarzem generalnym CSU, w tym samym roku zdobył mandat deputowanego do Bundestagu, a od 1950 roku był wiceprzewodniczącym frakcji parlamentarnej CDU/CSU. W 1953 roku został powołany do II rządu kanclerza Adenauera, pełnił funkcje ministerialne w kolejnych gabinetach Adenauera aż do swojej rezygnacji w 1962 roku w związku z tzw. Aferą Spiegla. Po odejściu z rządu do 1966 roku kierował pracami grupy parlamentarnej CSU. Po zawiązaniu Wielkiej Koalicji został ministrem finansów w rządzie Kurta Georga Kiesingera, pełniąc tę funkcję do 1969 roku.
Był mocno zaangażowany w zapoczątkowanie inwestycji w energetykę jądrową, doprowadzając do uchwalenia pierwszej niemieckiej ustawy o energii atomowej.

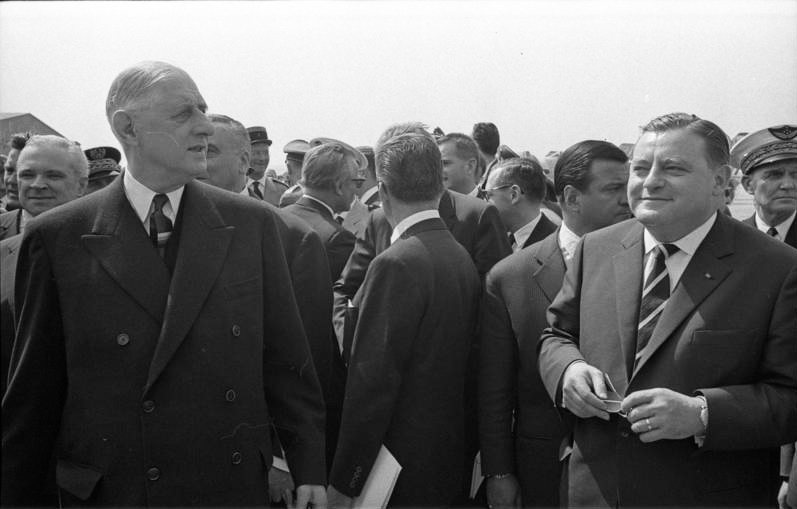
Franz Josef Strauss i Charles de Gaulle (1962)

Strauß był pierwszym zachodnioniemieckim politykiem, który z spotkał się z przywódcą Chin Mao Zedongiem. Mao przyjął Straussa na rozmowy 16 stycznia 1975 roku podczas jego wizyty w Chińskiej Republice Ludowej. W listopadzie 1977 roku odwiedził Chile, gdzie spotkał się z generałem Augusto Pinochetem.
W 1978 roku został wybrany na premiera Bawarii.
W 1979 roku podczas głosowania w grupie parlamentarnej CDU/CSU stosunkiem głosów 135:102 Strauß zwyciężył jako kandydat CDU/CSU na kanclerza, pokonując Ernsta Albrechta, premiera Dolnej Saksonii, faworyzowanego przez Helmuta Kohla i startował jako główny konkurent kanclerza Helmuta Schmidta (SPD) podczas wyborów do Bundestagu w 1980.
W 1983 roku Strauss wywołał poruszenie zachodnioniemieckiej opinii publicznej, pośrednicząc w uzyskaniu miliardowej pożyczki dla NRD, w tym samym roku odbył spotkanie z Erichem Honeckerem w pałacyku myśliwskim Hubertusstock w Schorfheide.
1 października 1988 roku podczas wspólnego polowania w okolicach Altenthann z księciem Johannesem von Thurn und Taxis, stracił nagle przytomność, został przewieziony do szpitala w Ratyzbonie, gdzie zmarł dwa dni później. Państwowe uroczystości pogrzebowe odbyły się w Katedrze Najświętszej Marii Panny w Monachium, były koncelebrowane przez kardynałów Josefa Ratzingera i Friedricha Wettera. Strauß spoczął w krypcie rodzinnej na cmentarzu w Rott am Inn.

## Życie prywatne
Był mężem Marianne Zwicknagl (1930–1984). Mieli troje dzieci, w tym późniejszą europarlamentarzystkę Monikę Hohlmeier.